# هدف خاموش ۲: شبح تاریک
هدف خاموش ۲: شبح تاریک (به انگلیسی: Silent Scope 2: Dark Silhouette) (در اروپا با نام هدف خاموش ۲: قضاوت مرگبار و در ژاپن با عنوان هدف خاموش ۲: رفتگر بی گناه) یک بازی اکشن و ریل شوتر است که توسط شرکت کونامی و در سال ۲۰۰۰ برای دستگاه‌های آرکید منتشر شد. در سال ۲۰۰۱ نیز نسخه پلی استیشن ۲ بازی به بازار عرضه گردید. شرکت کونامی در سال ۲۰۰۴ مجوعه کاملی از سه بازی از این سری را در یک بسته‌بندی و با نام "هدف خاموش کامل" برای کنسول ایکس باکس منتشر نمود.

## داستان بازی
اولین مبارزات بازیباز در این بازی با تعداد کمی از دشمنان در تاور بریج لندن می‌باشد که دشمنان در ساختمان‌های اطراف، قایق‌ها یا بر روی پل مستقر هستند. بعد از مدت کوتاهی نیز بازیباز همکار خود را در بازی ملاقات می‌کند. فرمانده بازیباز (که البته چهره اش دیده نمی‌شود) گزارش می‌دهد که یک مرکز تحقیقاتی اسلحه سازی در اروپا به دست تروریست‌ها افتاده و کارکنان آنجا به گروگان گرفته شده‌اند. یکی از این گروگان‌ها دانشمندی به نام «لورا» است که قهرمان بازی در گذشته با او رابطه عاشقانه داشته‌است (و بعد از مدتی مشخص می‌شود که او خواهر همکارش نیز می‌باشد)
بازیباز برای مقابله با تروریست‌ها به این مرکز تحقیقاتی فرستاده شده و پس از کشتن تعداد زیادی دشمن، با اولین باس بازی به نام «تانیا» روبرو می‌شود. این باس از شعله افکن قدرتمندی استفاده می‌کند، پس از شکست او، بازیباز به بیرون پایگاه رفته و مجدداً پس از کشتن تعدادی دشمن با باس بعدی به نام «فاکس» روبرو می‌شود.
بعد از تکمیل ماموریت اول، قهرمان مامور بازپس گیری هواپیمای ربوده شده و با باس سوم بازی با نام «کبرا» (که از ماجراهای بازی اول این سری جان سالم به در برده) روبرو می‌شود. سپس بازیباز عازم محل متروکه‌ای می‌شود که رودخانه‌ای در کنار آن جریان دارد. در این مکان با "کالکتور" که یکی از باس‌های قدرتمند بازی است، به نبرد می‌پردازد.
مکان بعدی بازی سالن اپرا است که حریفی به نام "استار" در انتظار نبرد با قهرمان بازی است. این باس برای شلیک گلوله به قهرمان، مجبور به دور شدن از دستگاهی که توسط آن گروگان‌ها را به بند کشیده، می‌شود. در همین حین همکار قهرمان (فالکون و جاکال) با شلیک به دستگاه آن را از کار می‌اندازند. در نهایت بازیباز برای ماموریت پایانی به پایگاه اصلی دشمن فرستاده شده و در آن جا با باس‌های نینجا مانندی (به نام Sho و Kane) روبرو گردیده و پس از شکست آن‌ها در بالای برج ساعت با باس بزرگ که «لورا» را در اسارت دارد مواجه می‌شود، اما باس بزرگ در حالی که دستبندش به دستبند گروگان متصل است ناگهان از بالای برج به پایین سقوط می‌کند، در این زمان بازیباز باید با شلیک به موقع به دستبند باس باعث مرگ باس بزرگ و نجات گروگان و در نهایت به پایان رساندن بازی شود.

## بازتاب‌ها
"هدف خاموش ۲: شبح تاریک" نقدهای متفاوتی دریافت کرد. این بازی از سایت گیم رنکینگز میانگین نمره ۶۵٫۱۳٪ را بر اساس ۳۱ نقد موجود، و میانگین نمره ۶۴/۱۰۰ از ۱۷ نقد سایت متاکریتیک به دست آورد. همچنین نسخه آرکید این بازی به عنوان یکی از موارد در کتاب «۱۰۰۱ بازی که باید قبل از مرگ انجام دهید» آورده شده‌است.